# 羽原信義
羽原 信義（はばら のぶよし、1963年6月21日 - ）は、日本の男性アニメ演出家、監督、アニメーター。
元株式会社SUNRISE BEYOND取締役。元株式会社ジーベック代表取締役社長。広島県福山市蔵王町出身。

## 来歴・人物
福山市立城東中学校を経て、広島県立大門高等学校（5期生）を卒業し、1982年、単身上京。大門高校時代にアニメサークルを結成し、アニメを自主制作する。
葦プロダクション出身で、1995年5月にプロダクション・アイジーの子会社として下地志直や佐藤徹と共にアニメ制作会社XEBECを設立。演出家以外にも作画監督、キャラクターデザイン、メカニックデザイン、さらには企画やプロデューサーも務めるマルチクリエーターである。
別名義にはばらのぶよし、近衛真守、秋葉鷹則がある。
妻は元アニメーターで現演出家の羽原久美子（旧姓：伊藤）。
2018年5月1日、XEBEC取締役からXEBEC代表取締役社長へ異動。2019年4月1日付でXEBECの映像制作事業を親会社IGポートがサンライズに譲渡。版権事業のみとなったXEBECは2019年5月31日をもって株式会社プロダクション・アイジーに吸収合併され、同年6月1日付で解散。
2019年3月1日より株式会社SUNRISE BEYOND取締役に就任。2024年3月29日定年退職、及び同年4月1日SUNRISE BEYONDはバンダイナムコフィルムワークスに吸収合併。その後、羽原はバンダイナムコフィルムワークスのアニメ制作ブランドであるサンライズに所属している。
2018年10月から開催されている、広島県エリア最大級の福山市アニメイベント「フクヤマニメ」に立ち上げから携わる。また、イベント名「フクヤマニメ」の命名と、ロゴのデザインは羽原によるものである。

## エピソード
- タレントの中嶋ミチヨのアイドル時代からのファンでもあり、ファンサイトの掲示板に出没したり、アニラジに出演した際にその話をしたり、中嶋の曲をオンエアさせたことがある。また、自身の監督作であるテレビアニメ『D・N・ANGEL』（2003年）では終盤に登場する重要なゲストキャラの役で起用している。
- 『特装機兵ドルバック』に登場する敵メカの名称に自身の名前をもじったものがある（ハーバラ）。
- ラジオパーソナリティ小森まなみのラジオ番組『mamiのRADIかるコミュニケーション』の企画（1992年）で、『電光戦士マミリンダー』という架空の特撮ヒロインの、コスチュームデザインを描き下ろしで担当した[注 2]。そのコスチュームは同番組のイベントなどで小森自身が着用して披露された[13]。

## 主な参加作品

### テレビアニメ
1983年
- 亜空大作戦スラングル（動画）秋葉鷹則名義
- 特装機兵ドルバック（メカデザイン/メカ作監/原画）

1985年
- 超獣機神ダンクーガ（作画監督）
- 機動戦士Ζガンダム（ボリノーク・サマーンのデザイン）

1986年
- マシンロボ クロノスの大逆襲（キャラクターデザイン/作画監督）はばらのぶよし名義にて担当（作画監督は羽原信義名義で担当）

1988年
- 超音戦士ボーグマン（OPコンテ/演出）

1989年
- 天空戦記シュラト（作画監督）はばらのぶよし名義

1990年
- 魔法のエンジェルスイートミント（キャラクター原案）

1991年
- ジャンケンマン（キャラクターデザイン）はばらのぶよし名義にて担当

1992年
- あしたへフリーキック（キャラクターデザイン/作画監督）はばらのぶよし名義にて担当（作画監督は羽原信義名義で担当）

1993年
- 熱血最強ゴウザウラー（DN作画）

1995年
- 爆れつハンター（助監督/絵コンテ/演出/原画）はばらのぶよし名義にて担当（第3話の演出のみ羽原信義名義で担当）

1996年
- 機動戦艦ナデシコ（絵コンテ/演出/原画）

1998年
- アキハバラ電脳組（OP絵コンテ）はばらのぶよし名義
- 快傑蒸気探偵団 TV ANIMATION SERIES（プロデューサー/演出/原画）はばらのぶよし名義

1999年
- スージーちゃんとマービー（アニメーションプロデューサー）はばらのぶよし名義
- ゾイド -ZOIDS-（助監督/絵コンテ/演出/原画）はばらのぶよし名義

2001年
- ゾイド新世紀スラッシュゼロ（原画）はばらのぶよし名義
- チャンス〜トライアングルセッション〜（OP絵コンテ/演出）羽原のぶよし名義

2003年
- D・N・ANGEL（監督/絵コンテ/演出）
- 鋼の錬金術師（原画）はばらのぶよし名義

2004年
- 蒼穹のファフナー（監督/絵コンテ/演出/原画）

2005年
- 魔法先生ネギま!（プロダクションディレクター/チーフディレクター/絵コンテ/演出/作監協力/原画）
- 蒼穹のファフナー RIGHT OF LEFT（監督/絵コンテ/演出）

2006年
- サルゲッチュ〜オンエアー〜（監督）はばらのぶよし名義
- ザ・サード 〜蒼い瞳の少女〜（絵コンテ）
- 武装錬金（原画/OP絵コンテ/演出/原画）

2007年
- ヒロイック・エイジ（ビジュアルワークス/OP原画（はばらのぶよし名義）/原画/絵コンテ/演出）
- 天元突破グレンラガン（第3話原画）
- 流星のロックマン トライブ（OP作画）

2008年
- かのこん（絵コンテ）
- ミチコとハッチン（演出）

2012年
- 輪廻のラグランジェ（OP原画）
- あらしのよるに 〜ひみつのともだち〜（絵コンテ）秋葉鷹則名義

2013年
- 宇宙戦艦ヤマト2199（絵コンテ・演出）
- 這いよれ! ニャル子さんW（10話ED 絵コンテ・演出・原画）

2015年
- 蒼穹のファフナー EXODUS（監督）

2016年
- 競女!!!!!!!!（原画）

2018年
- 宇宙戦艦ヤマト2202 愛の戦士たち（-2019年：監督）

2021年
- 境界戦機（監督）

2022年
- 境界戦機（第二部、監督）

2025年
- 暗殺者である俺のステータスが勇者よりも明らかに強いのだが（監督）

### 劇場アニメ
- 機動戦士ガンダム 逆襲のシャア（1988年：原画）近衛真守名義[15]
- 爆走兄弟レッツ&ゴー!!WGP 暴走ミニ四駆大追跡!（1997年：原画）
- ロックマンエグゼ 光と闇の遺産（2005年：原画）
- 宇宙戦艦ヤマト 復活篇（2009年：メカニック演出）
- ブレイク ブレイド（2010年：監督）※総監督はアミノテツロ
- 蒼穹のファフナー HEAVEN AND EARTH（2010年：監修）
- 劇場版 魔法先生ネギま! ANIME FINAL（2011年：絵コンテ/演出）
- 宇宙戦艦ヤマト 復活篇 ディレクターズカット版（2012年：ディレクター）
- 宇宙戦艦ヤマト2202 愛の戦士たち (監督)
- 機動戦士ガンダムSEED FREEDOM（2024年：演出/原画）

### OVA
- ドリームハンター麗夢（1985年：原画）
- アイ・シティ（1986年：作画監督/原画）作画監督ははばらのぶよし名義
- 超獣機神ダンクーガ GOD BLESS DANCOUGAR（1987年：キャラクターデザイン/作画監督）
- 魔境外伝レディウス（1987年：メカニックデザイン）
- レイナ剣狼伝説（1988年：監督/キャラクターデザイン/絵コンテ/作画監督）
- THE八犬伝（1990年 - 1991年：原画）
- ぼくの地球を守って（1994年：作監協力）はばらのぶよし名義
- 爆炎CAMPUSガードレス（1994年：作画監督）
- ゲキ・ガンガー3 熱血大決戦!!（1998年：プロデューサー/オリジナル構成/キャラクター設計/原画/動画/作画監督/演出/監督）オリジナル構成/キャラクター設計/動画/作画監督は近衛真守、演出ははばらのぶよし名義

### Webアニメ
- ぷちえゔぁ（2008年：ビジュアルワークス）はばらのぶよし名義
- ガンダムビルドダイバーズRe:RISE（2019年：絵コンテ・演出）

### 実写映画
- ゲゲゲの鬼太郎（2007年：絵コンテ）
- さや侍（2011年：絵コンテ）

### ゲーム
- TRAVELエプル（1992年：絵コンテ・演出）
- ブルーシード　～奇稲田秘録伝～（1995年：スーパーバイザー）
- ロックマン8 メタルヒーローズ（1996年：アニメーションスタッフ）
- ロックマンX4（1997年：アニメーションスタッフ）
- 爆走兄弟レッツ＆ゴー！！ エターナルウィングス（1998年：アニメーション監督）
- 湾岸ミッドナイト（2002年：CGムービー監督）
- 街道バトル 〜日光・榛名・六甲・箱根〜（2003年：CGムービー監督）
- killer7（2005年：アニメーションムービー 監督/絵コンテ）
- KAIDO 峠の伝説（2005年：AVID Editing（共同））
- スカイ・クロラ イノセン・テイセス（2008年：アニメーション監督）

### その他
- 飛べ!イサミFOREVER 〜最後の夏休み（1997年：「ゲキガ天狗」役として声優出演）近衛真守名義
- おはガールちゅ!ちゅ!ちゅ! 3rdシングル サヨナラのかわりに2013 鉄拳パラパラコラボMV（2013年：演出）